# Comité Richelieu
La Comité Richelieu est une association professionnelle fédérant les PME d'innovation et de croissance.

## Mission
Association à but non lucratif créée en 1989, le Comité Richelieu est une association professionnelle dont la mission est de fédérer les PME françaises d'Innovation et de Croissance afin d'avoir un impact dans les discussions économiques que ce soient au niveau du gouvernement ou dans les relations avec les grands groupes.

## Histoire
Sous l'impulsion d'Hervé Arditty, entrepreneur, président d'iXCore, le Comité Richelieu s'est constitué autour de 5 PME en 1989 pour atteindre plus de 150 membres en 2007 et 320 PME au 1er juin 2012.
Enfin, le Comité Richelieu a insisté sur la création d'une banque de financement des entreprises innovantes à horizon 2013

## Actions
Le Comité Richelieu se réunit régulièrement dans le cadre des rencontres informelles du Club. Ses actions portent sur 
- Lobbying : Le Comité mène des actions ciblées auprès des pouvoirs publics afin d'exposer les préoccupations des PME et notamment mettre en place un Small Business Act sur le modèle américain qui réserverait une plus grande place aux PME dans les marchés publics et programmes de financement de la R&D. Ainsi, Fleur Pellerin avait reçu le Comité Richelieu dans le cadre de la consultation d'un nouveau gouvernement[5]
- Des discussions thématiques sur des grands thèmes fédérant les membres. Ces thèmes portent aujourd'hui principalement sur :
  - la Défense : Une commission spécifique Défense est en place pour gérer les relations avec les instances françaises de Défense et notamment le ministère de la Défense, Délégation Générale pour l'Armement et CIDEF.
  - la Smart City : là encore, une commission spécifique traite des problématiques de smart-city en relation avec les territoires,
  - L'innovation et son Financement,
  - la Transformation digitale.

Le comité Richelieu publie lors de chaque élection présidentielle un Livre Blanc reprenant les propositions des entrepreneurs innovants à destination de tous les candidats.

## Positionnement par rapport à d'autres organisations professionnelles
Le Comité Richelieu se focalise exclusivement sur les PME d'innovation et de croissance à la différence du MEDEF qui rassemble l'ensemble des entreprises de France. Il a aussi un positionnement différent de Croissance Plus qui rassemble des entrepreneurs sans que pour autant ceux-ci soient sur l'innovation en priorité. Le positionnement du Comité Richelieu est donc de fédérer des chefs d'entreprise dont le crédo est l'innovation et la R&D.

## Comité Actuel
- Président : Jean-Pierre Gérault (Convergence International)
- Secrétaire général : Philippe Bouquet (Atos)
- Trésorier : Frédéric Metge (CosmoConnected)
- Vice-présidents : Thierry Gaiffe (Elno) ,Hélène Campourcy (Umantex), Nicolas Corouge (Commectiv-IT)